# Бухарестская фондовая биржа
Бухарестская фондовая биржа (англ. The Bucharest Stock Exchange (BVB), рум. Bursa de Valori București) — фондовая биржа в Бухаресте, столице Румынии. 1 декабря 2005 года электронная торговая площадка, RASDAQ слилась с Бухарестской биржей. В настоящее время на бирже имеют листинг акции примерно 160 компаний. Капитализация рынка акций в 2006 году составила 28,5 млрд долларов США. На конец 2019 года на БФБ числилось 83 компании.
Капитализация румынского рынка капитала в отношении ВВП составляла 17,9 % в конце 2019 года. В том же году индексы фондовой биржи достигли своего высшего уровня за последние 10 лет. Индекс ставки вырос на 35 %, а ставку-тр подняли быстрее, на 47 %, против дивидендов, распределенных компаниями.
В 2010 разместила собственные акции, которые входят в базу расчёта основного фондового индекса BET-10.